# Kijoši Miki
Kiyoshi Miki (Japonsko: 三木 清, Japonska, 5. januar 1897 - 26. september 1945) je bil japonski filozof, literarni kritik , učenjak in univerzitetni profesor. Bil je cenjeni učenec Nishide Kitarō in ugleden član Kjotske šole . 
Miki je bil plodovit akademski in družbeni kritik svojega časa. Imel je tudi napete odnose tako z japonskim marksizmom  kot z cesarsko vlado na različnih stopnjah svoje kariere. 

## Življenjepis

### Zgodnje Življenje
Miki se je rodil 5. januarja 1897 v Isseimuri, Hyōgo.  Bil je najstarejši sin Mikija Eikičija, kmeta, in njegove žene Shin, vzgojen pa je bil kot pobožni budist iz čiste dežele. Leta 1910 je Miki vstopil v srednjo šolo in se odlikoval na različnih tekmovanjih v oratoriju. Septembra 1914 je bil sprejet na Prvo višjo šolo, kjer je v tretjem letniku ustanovil društvo za branje filozofskih besedil v japonščini. Leta 1917 se je srečal z Nishido in naslednjega septembra se vpisal na oddelek za filozofijo Fakultete za književnos Kjotske imperialne univerze . Začel je študirati pri Nishidi in Hatanu Seiichiju , nato leta 1918 tudi pri Tanabeju Hajimeju . Miki je v tem času napisal ogromno poezije. Po diplomi leta 1920 se je Miki tri mesece usposabljalv japonski cesarski vojski, 10. pehotni diviziji, preden se je kot podiplomski študent vrnil na imperialno univerzo v Kjotu. Med študijem filozofije zgodovine je začel delati kot predavatelj na univerzi Ryūkoku in univerzi Ōtani.   

### Študij
Leta 1922 je na štipendijo odpotoval v Nemčijo, kjer je študiral pri Heinrichu Rickertu v Heidelbergu . Miki je bil med svojim bivanjem v stiku z več kot petnajstimi drugimi japonskimi študenti, med njimi Hani Gorō , Abe Jirō , Amano Teiyū in Kuki Shūzō . Leta 1923 se je preselil v Marburg k študiju pri Martinu Heideggerju , kjer je študiral dela Aristotela , Friedricha Schlegla , Alexandera von Humboldta , Wilhelma Diltheya , Friedricha Nietzscheja in Sørena Kierkegaarda, med ostalimi. Leta 1924 se je Miki ponovno preselil v Pariz v Franciji, kjer je študiral dela Henrija Poincaréja , Hippolyte Tainea , Ernesta Renana in Blaisea Pascala.  

### Vrnitev na japonsko
Miki je postal sporna osebnost po vrnitvi na Japonsko zaradi svoje odkritosti in odhajajočega življenjskega sloga, pa tudi zaradi kontroverzne vpletenosti z starejšo vdovo.  Leta 1927 so mu zavrnili višji položaj na univerzi v Kjotu in mu namesto tega dodelili profesorsko mesto na univerzi Hōsei v Tokiu . V tem času se je Miki hitro ukvarjal z marksistično teorijo in razvil pomemben vpliv na japonska delavska gibanja , čeprav ni imel komunističnih nagnjenj.  Bil je kritičen do marksističnih pogledov na religijo in njenega omejenega pogleda na naravno filozofijo v sodobnem svetu.  Leta 1928 je zaročil Tobato Kimiko in naslednje leto sta se poročila.   
Težave so ga doletele, ko je bil denar, ki ga je posodil prijatelju, uporabljen za nezakonite donacije japonski komunistični partiji , za katerega Miki ni vedel . Ker je bil Miki vpleten v razvoj, je bil januarja 1930 aretiran in pridržan šest mesecev, zaradi česar je odstopil s položaja profesorja. Naslednjega novembra, tri mesece po rojstvu najstarejše hčerke, je bil obsojen na eno leto zapora, vendar so mu kazen odložili.  Istega leta so člani Puroretaria Kagaku Kenkyūjo (Proletariat Science Research Institute), vključno s Hattori Shisō , obsodili Mikijeva akademska dela, nakar se je skušal še bolj distancirati od marksizmA . Medtem ko je ostal v stiku s svojim mentorjem Nishido in drugimi člani Kjotske šole , je deloval zunaj običajnih akademskih krogov in ustvarjal priljubljene spise, namenjene širokemu občinstvu. Leta 1931 je bil Miki imenovan za japonskega predstavnika Mednarodne Hegelove lige. Postal je odločen zagovornik akademske svobode potem ko je sprožil resne kritike nacistične Nemčije in japonskega militarizma .  Eno ali več njegovih del je vlada v tem času prepovedala.   
Sredi tridesetih let dvajsetega stoletja je Miki ponovno pridobil svoj akademski ugled in vzpostavil močno sodelovanje s svojimi sodobniki. Predvsem se je tesno povezal z Junom Tosakom , sošolcem Nishida, in ostal v tesnem stiku z njunim skupnim učiteljem.  Napisal je članke za konservativni časopis Yomiuri Shimbun , v katerih je komentiral tedanja vprašanja. Leta 1936 mu je umrla prva žena, nato pa je ostal neporočen tri leta.  V poznih tridesetih letih dvajsetega stoletja je bil zaposlen pri japonski vladi, da je imel vrsto predavanj na Kitajskem in v Mandžuriji .  Njegovo trdno prepričanje, da bi morala filozofija voditi politiko spodbujati politični aktivizem kolegov intelektualcev, in kadar so na voljo leta 1937, je težko sprejela možnost, da glavo kulturno delitev Showa Kenkyūkai (Research Association Showa), je možgansko zaupanje v Prince Konoe Fumimaro je Shintaisei (New Order Movement). V tem času je Miki konceptualiziral širšo vzhodnoazijsko sfero soprosperiteta, čeprav se je počutil globoko izdano zaradi zlorabe doktrine s strani cesarske japonske vojske , ki jo je uporabil za opravičevanje agresivne ekspanzije na  Kitajskem in v  jugovzhodni Aziji Po propadu  Shōwa Kenkyūkai leta 1940 je Miki postal izoliran in depresiven. V tem času je še naprej sodeloval s kolegi akademiki in člani novoustanovljenega Kokumin Gakujutsu Kyōkai (Civilno akademsko društvo). Leta 1942 je eno leto služil v cesarski vojski kot vojaški novinar, napoten na Filipine. 

### Pozno življenje
Njegova druga žena Kobayashi Itoko je umrla leta 1944, nato pa se je s svojim najstarejšim sinom preselil v prefekturo Saitama. Leta 1945 so ga ponovno aretirali in obtožili, da je dal zatočišče političnemu ubežniku in somišljeniku kjotske šole Takakura Teruja . Bil je zaprt v zaporu Sugamo, preden so ga premestili v zapor Toyotama, kjer je 26. septembra 1945 umrl zaradi nefritisa 40 dni po koncu druge svetovne vojne . Njegova smrt, ki naj bi bila posledica slabega ravnanja z zaporniki, je povzročila tesnobo med japonskimi intelektualci. Po tem je zavezniška okupacija zahtevala izpustitev političnih zapornikov. 

## Dela in misli
Satō Nobue, vodilni strokovnjak za Mikijeva dela, zavrača domnevo, da je bil Miki zgolj privrženec Nishide , Hegla ali Blaisea Pascala .  Namesto tega je mogoče videti, da ima Miki neodvisen in sinkretičen pristop k svojemu delu. Shoji Muramoto pripisuje Mikiju "osrednjo osebnost v japonskem humanističnem gibanju" in prvega avtorja knjige "izrecno povezane z eksistencialistično tradicijo, ki jo je napisal japonski mislec", njegove študije o človeku iz leta 1926 v Pascalu .  Sam Miki piše: "kdor si prizadeva za dobro življenje, je bodisi idealist bodisi humanist."  Vendar je njegova privrženost humanizmu skozi vsa svoja dela sporna.   
Tradicija je bila posebna preokupacija Mikijeve filozofije.  Pri dozorevanju svoje misli je poudaril, da je » Filozofija zgodovine logika zgodovinske zavesti«. Njegovo pojmovanje tradicije kot aktivnega, stalnega prenosa s človeškim delovanjem je v nasprotju z imanentnim evolucionizmom heglovcev in konsertavtivnih tradicionalistov.  V svojem eseju "O tradiciji" iz leta 1940 navaja "pravilno razumevanje tradicije mora vsebovati poudarek tako na preseganju tradicije kot na našem aktivnem odnosu do nje. S tem poudarja poenotenje prakse in tradicije.   
Mikijeva misel je poudarjala tudi naravo določenih pojmov v nasprotju , kot so govorjena in neizrečena filozofija, narava in zgodovina, subjekt in objekt, logos in patos , proces in trenutek, organicizem in dialektika, imanenca in transcendenca itd.  Njegova filozofija je dialektiko ali logiko domišljije videla kot proces sprave med nasprotji, pri čemer je glavni organ tega procesa domišljija, ki ustvarja tipe ali oblike.   
Kot odgovor na rastoča delavska gibanja na Japonskem v poznih dvajsetih letih dvajsetega stoletja je Miki objavil tri zaporedne knjige na temo marksizma : Materialni koncept zgodovine (1928), Preliminarni koncepti družbenih znanosti (1929) in Morfologija idej (1931). V tem času si je Miki prizadeval ločiti svojo filozofijo od marksizma, zlasti po aretaciji leta 1930, in ostal kritičen do marksizma kot politične ideologije .  Pred izključitvijo je bil nekaj časa član Puroretaria Kagaku Kenkyūjo (Proletariat Science Research Institute).  Miki pa v svojih kasnejših delih ne bi več obravnaval marksizma.  Kenn Nakata Steffensen meni, da je napačno šteti Mikijevo delo kot fašističnega ali marksističnega, pri čemer navaja, da je v kritiki liberalizma , marksizma, nacionalizma in idealizma .   
Miki je razvil branje Heideggerjeve zgodnje filozofije, kot da je v bistvu v tradiciji krščanskega individualizma  , sega do svetega Avguština in je v osnovi protigrški značaj. Tako njegovo branje Heideggerja spada v širši razred, kot je Jean-Paul Sartre , saj ignorira prednost, ki jo Heidegger daje ontološkemu vprašanju bivanja , v prid videnju Heideggerjeve filozofije kot analize človeške eksistence.  
Na njegov intelektualni razvoj je vplival nemški pisatelj Johann Wolfgang von Goethe .   

### Dela
Materialni koncept zgodovine (歴史の物質的概念) (1928) 
Preliminarni koncepti družbenih znanosti (社会科学の予備的概念) (1929) 
Morfologija idej (アイデアの形態) (1931) 